# راي واتسون (منافس ألعاب قوى)
راي واتسون (بالإنجليزية: Ray Watson)‏ هو منافس ألعاب قوى أمريكي، ولد في 10 ديسمبر 1898، وتوفي في سبتمبر 1974.

## وصلات خارجية
- راي واتسون على موقع اللجنة الأولمبية الدولية (الإنجليزية)
- راي واتسون على موقع أوليمبيديا (الإنجليزية)